# ماري كابرلي (مريم خاتون)
ماري كابرلي فان بيلت، أمريكية التحقت بكلية التمريض بولاية كنتاكي وتخرجت ممرضة عام 1917 والتحقت بالإرساليات التبشيرية، وفي العام نفسه عينت ماري ممرضة في مركز الإرسالية في البحرين حيث مكثت ثلاثة أعوام تعلمت فيها اللغة العربية، وفي أواخر عام 1920 عينت في الكويت لتبدأ مسيرتها الطبية المهنية . وفي تلك الأثناء، كانت الإرسالية الأمريكية بالكويت قد أكملت المستشفى النسائي الذي افتتح عام،1919 إضافة إلى المستشفى الرجالي الذي كان يشرف عليه الطبيب الإنجليزي الدكتور ميلري، والممرضة ماري التي أسماها أهل الكويت "مريم" وأسبقوا اسمها بلقب "خاتون" أي سيدة باللغة الفارسية، عاصرت نخبة من رواد العمل الطبي أثناء عملها في الكويت الذي قارب العشرين عاماً (من 1920-1939)، وشاهدت ماري أو "خاتون مريم" أحداثاً وتغيرات اجتماعية في الكويت خلال فترة العشرينات والثلاثينات من القرن الماضي، وعاصرت سنوات الأوبئة والأمراض المعدية التي عصفت بالكويت كسنوات الجدري وموجة الوباء الشديد للمرض عام 1932 والتي أودت بحياة آلاف الأطفال والرجال والنساء وسماها الكويتيون "سنة الجدري" وشهدت سنة هطول الأمطار الغزيرة في 1934 التي سماها الكويتيون (سنة الهدامة) كما عاشت ورصدت سنوات كساد تجارة اللؤلؤ وبدايات إنشاء الدوائر الحكومية كالبلدية والصحة وبدايات البريد والنقل الجوي والتغير العمراني في المدينة وتقول في إحدى رسائلها التي كتبتها عام 1932 عن مرض الجدري في الكويت "بالنسبة للعمل في هذا الصيف، فقد كان كثيراً، فأكثر من ثلاثة آلاف شخص ماتوا فزادت مساحة المقابر، إنه مرض الجدري الأسود، وما زالت حالات جديدة تظهر، والقليل ممن تكتب لهم الحياة يكون مشوهاً أو أعمى، والشتاء سيكون قاسياً عليهم إن عاشوا، وقد مات أكثر من 400 من البالغين أيضاً . وفي رسالة أخرى كتبتها لأهلها في يناير/كانون الثاني،1935 وتصف فيها رحلة قامت بها في الصحراء الكويتية، تقول فيها "لقد جاء المطر في نوفمبر/تشرين الثاني وجعل الجميع في الصحراء في حالة من البهجة والأمل، وأصبحت الصحراء مكسوة بالخضرة والزهور، كانت وجهتنا نحو مخيم للبدو المصنوعة خيامهم من شعر الماعز (بيوت الشعر) وبعد ساعة من وصولنا، أحضروا لنا صينية ضخمة مملوءة بالأرز يعلوه خروف مشوي، وأحضروا معها اللبن والتمر والزبد، وقد أكلنا بشراهة وكان على المرء أن يجلس على الأرض واضعاً ذراعه اليمنى على ركبته ويأكل اللحم وكل شيء بأصابع يده اليمنى فقط، أما اليد اليسرى فهي لا تمس شيئاً، وهناك نوع من الأرغفة اللذيذة، يقوم المرء منا بقطع جزء من الرغيف ولفه مع التمر ثم غمسه بإناء من الزبد أو اللبن ويأكله، وذلك الإناء ينتقل بين الجالسين في المكان المملوء بالضيوف، وكل منهم يتساءل عما إذا كنت تركت له شيئاً"